# Распад протона
Распа́д прото́на — гипотетическая форма радиоактивного распада, при которой протон распадается на более лёгкие субатомные частицы, например, на нейтральный пион и позитрон. Это явление, нарушающее эмпирически установленный закон сохранения барионного числа, предсказывается теориями Великого объединения, выходящими за рамки Стандартной модели. Однако распад протона так и не был зафиксирован, несмотря на многочисленные усилия по его экспериментальному обнаружению.
В случае нестабильности протонов все атомные ядра являются радиоактивными (хотя и с очень большими периодами полураспада).

## История
Протон долгое время считался абсолютно стабильной частицей, хотя для такой уверенности никогда не было серьёзных оснований, так как, по-видимому, не существует фундаментального закона физики, запрещающего его распад. Запрет распада протона (легчайшего из барионов) связан с эмпирическим законом сохранения барионного числа, однако сам этот закон не имеет глубокого теоретического обоснования — сохраняющаяся величина не связана с какой-либо пространственно-временной симметрией (в отличие, например, от закона сохранения энергии) и не имеет характера калибровочного заряда (в отличие, например, от закона сохранения электрического заряда).
Возможность распада протона вызывала интерес физиков ещё с 1930-х годов. Несмотря на то, что мнение об абсолютной стабильности протона всегда покоилось на шатких теоретических предпосылках, этот вопрос мало привлекал внимание до 1974 года, пока не был разработан ряд теоретических моделей Великого объединения (GUT), в которых распад протона не только разрешён, но и вполне определённо предсказывается.
Первыми такую попытку осуществили в 1973 году Абдус Салам и Джогеш Пати из Имперского колледжа Лондона. Несколько месяцев спустя гарвардские физики-теоретики Шелдон Глэшоу и Говард Джорджи изложили собственную версию GUT, предложив первые модели расчёта времени жизни протона.
В 1986 году эксперимент показал нижнюю границу 3,1⋅1032 лет для канала распада на позитрон и нейтральный пион.
Получающиеся в самых простых вариантах этих моделей значения времени жизни (более {\displaystyle 10^{30}} лет) на много порядков превосходят возраст Вселенной (примерно {\displaystyle 10^{10}} лет). Минимальная SU(5)-модель (Модель Джорджи — Глэшоу) предсказывала время жизни протона при распаде на нейтральный пион и позитрон порядка 1031 лет. Эксперименты, выполненные к 1990 году (Kamiokande и ряд других), показали, что время жизни протона при распаде по этому каналу превосходит эту величину. В результате минимальная SU(5)-модель великого объединения была «закрыта». На 2025 год лучшее нижнее ограничение на время жизни протона при распаде по этому каналу составляет 2,4⋅1034 лет (эксперимент Super-Kamiokande).
Кроме того, несохранение барионного числа предсказывается в теориях суперсимметрии, и обнаружение распада протона подтвердило бы их правильность, а также объяснило бы нарушение суперсимметрии в настоящую эпоху. При этом хотя спонтанный распад протона и не запрещён законом сохранения энергии, вероятность этого процесса очень мала из-за огромной массы промежуточной виртуальной частицы, которая должна при этом рождаться. Например, минимальная SU(5)-модель предсказывает появление в этом случае промежуточной виртуальной частицы с массой 1015 ГэВ (≈ 1,78⋅10−9 г, что сопоставимо с массой 1000 средних бактерий).

## Экспериментальный поиск
Поскольку распад протона — случайный процесс, было предложено в качестве объекта наблюдения выбрать большой объём воды, в одном кубометре которой содержится около 6⋅1029 нуклонов (из них около половины протонов). Если теория Джорджи и Глэшоу верна, и каждый протон имеет один шанс из ~1031 распасться в одном конкретно выбранном году, то теоретически наблюдение распада хотя бы нескольких протонов в многотонной водной мишени в течение года должно быть реальным.
Физики организовали несколько крупномасштабных экспериментов, в ходе которого предполагалось наблюдать распад хотя бы единичных протонов. Поскольку вспышки так называемого черенковского излучения, которые и сигнализируют об образовании новых частиц (в том числе, в результате распада протона), могут быть вызваны космическими лучами, было решено проводить эксперимент глубоко под землёй. Детектор IMB (Irvin-Michigan-Brookhaven) разместился в выработках бывших соляных копей на берегу озера Эри в штате Огайо. Здесь 7000 тонн воды были окружены 2048 фотоумножителями. Параллельно в Японии группа учёных Токийского университета и ряда других научных организаций в подземной лаборатории Камиока создала детектор Камиоканде (Кamiokande — Кamioka Nucleon Decay Experiment), где 3000 тонн воды просматривались 1000 фотоумножителей. Однако к концу 1980-х годов ни одного случая распада протона зафиксировано не было. В 1995 году коллаборация Камиоканде построила новый детектор, увеличив массу воды до 50 000 тонн (Super-Kamiokande). Наблюдения на этом детекторе продолжаются по сей день, но результат поисков распада протона на достигнутом уровне чувствительности по-прежнему отрицателен.
Кроме распада на пион и позитрон (текущее ограничение на время жизни по этому каналу, как отмечено выше, составляет 2,4⋅1034 лет), выполнялись экспериментальные поиски свыше 60 других вариантов каналов распада, как для протона, так и для нейтрона (в последнем случае имеется в виду не стандартный бета-распад нейтрона, а так называемый B-нарушающий распад (с несохранением барионного числа), например n → μ+π-). Поскольку предпочтительный канал распада, вообще говоря, неизвестен, устанавливаются также экспериментальные нижние ограничения на время жизни протона независимо от канала распада. Лучшее из них на текущий момент равно 1,1⋅1026 лет. Нижнее ограничение на время жизни протона при распаде с образованием только «невидимых» частиц (то есть не участвующих в сильном или электромагнитном взаимодействиях, например нейтрино) составляет 9,6⋅1029 лет, оно основано на поиске гамма-квантов от возбуждённого ядра 15N, возникающего в результате исчезновения протона в ядре 16O в рабочем объёме нейтринного детектора SNO+. Распад протона по «невидимым» каналам нарушает законы сохранения не только барионного числа, но и электрического заряда; это не относится к B-нарушающему распаду нейтрона. B-нарушающие распады нуклонов приводили бы к принципиальной нестабильности любых ядер, поскольку энергия, выделяющаяся при распаде нуклона (~1 ГэВ), значительно выше энергии связи нуклона в ядре (не превышает нескольких десятков МэВ).
Хотя ожидается, что времена жизни протона и антипротона одинаковы, были получены отдельные экспериментальные нижние ограничения на время жизни антипротона. Они значительно уступают ограничениям на время жизни протона: лучшее ограничение — лишь порядка 107 лет (независимо от канала), оно получено из рассмотрения отношения потока протонов и антипротонов в космических лучах. Среди инклюзивных (зависящих от канала) ограничений на время жизни антипротона наилучшим является ограничение для распада на электрон и фотон: 7⋅105 лет.
Некоторые теории предсказывают также распад пар или троек нуклонов (с изменением барионного числа на 2 или 3 единицы) при стабильности одиночных нуклонов. Для различных каналов распада «динуклонов» (пар pp, nn, pn) в ядрах железа установлены нижние ограничения на время жизни ядра на уровне ⋅1030—⋅1032 лет.
Таким образом, установлено, что протон как минимум в 1000 раз стабильнее, чем это предсказано в минимальной SU(5)-теории. В различных вариантах теории суперсимметрии время жизни протона предсказывается на уровне установленных в настоящее время ограничений и выше. Для проверки этой теории организован проект LAGUNA с чувствительностью на уровне 1035 лет. Предполагается также, что важную роль в решении этой проблемы сыграет Большой адронный коллайдер, с помощью которого теория суперсимметрии могла бы быть подтверждена экспериментально.